# Блеф (фильм, 1987)
«Блеф» (англ. The Squeeze) — американский художественный фильм в жанре кинокомедии, поставленный режиссёром Роджером Янгом. Премьера фильма состоялась 10 июля 1987 года.

## Сюжет
Оказывается, итоги тиража Нью-Йоркской лотереи легко можно сфабриковать, надо просто подложить под барабан маленький электромагнит, и нужные номера падают в лоток сами.
Именно эту мошенническую операцию пытается разоблачить и вывести на чистую воду махинаторов Гарри Берг. Гарри — вообще-то не детектив, а неудачливый скульптор и муж-алиментщик. И незадачливый картёжник.
Причем незадачливость его как алиментщика приводит к положительным результатам: он задолжал бывшей суженной кругленькую сумму, и к нему приходит Рэйчел Добс, агент по выбиванию алиментов. Гарри в неё с ходу влюбляется, а поскольку Рэйчел мнит себя сыскарём, то они вместе занимаются разоблачением Тома Мюррея, изобретателя электромагнитных тиражей лотереи. А по ходу разоблачения будет труп в комнате друга бывшей жены Гарри, ныряние главного героя в океанскую воду и песни в исполнении главного злодея Титуса.

## В ролях
- Майкл Китон — Гарри Берг
- Рэй Дон Чонг —  Рэйчел Добс
- Лайан Лэнгланд — Хильда
- Лесли Бевис — Джем Виго
- Джон Дэвидсон — Том Мюррей
- Мит Лоуф — Титус
- Джо Пантолиано — Норман
- Ричард Портноу — Рубен
- Рональд Гуттман